# Рациново признање
Рациново признање je македонска књижевна награда која се додељује за прозна књижевна остварења ауторима из Републике Македоније. Носи име једног од највећих македонских песника, Коча Рацина. 
Уз Рациново признање традиционално се додељује и Почасно Рациново признање, награда која се додељује за афирмацију и промоцију македонског језика, књижевности и културе у иностранству.
Награде додељује Организациони одбор културне манифестације „Рацинови сусрети“. Рациново признање се додељује за књижевна остварења објављена у периоду између две манифестације, односно од јуна до маја наредне године. Награђени аутор добија статуету Коче Рацина коју је израдио вајар Томе Серафимовски.

## Добитници Признања
| Година | Добитник                        | Дело                                             |
| ------ | ------------------------------- | ------------------------------------------------ |
| 2000   | Оливера Николова                | „Адамовото ребро”                                |
| 2001   | Димитрие Дурацовски             | „Инсомниа”                                       |
| 2002   | Блаже Миневски                  | „Сезона на глуварките”                           |
| 2003   | Љиљана Ефтимова                 | „Другата”                                        |
| 2004   | Михаил Ренџов                   | „Захарија и други раскази”                       |
| 2005   | Јагода Михајловска-Георгиева    | „Каменот од твојот ден”                          |
| 2006   | Божин Павловски                 | „Убавицата и мародерот”                          |
| 2007   | Коле Чашуле                     | „Патот од себеси”                                |
| 2008   | Луан Старова                    | „Потрага по Елен Лејбовиц”                       |
| 2009   | Трајче Кацаров                  | „Татко и отец”                                   |
| 2010   | Братислав Ташковски             | „Кафез од гревови”                               |
| 2011   | Владимир Попов                  | „Наспроти ветрот”                                |
| 2012   | Христо Петрески                 | „Лифтот (не) е за двајца”                        |
| 2013   | Илхами Емин                     | „Ѕид што си оди”                                 |
| 2014   | Паскал Гилевски                 | „Посмртна венчавка”                              |
| 2015   | Димитрие Дурацовски             | „Бледи сенки, далечни гласови”                   |
| 2016   | Владимир Јанковски Сашо Димоски | „Невидливи љубови” „Петтото годишно време”       |
| 2017   | Ана Стојаноска                  | „Јас и Лин, отпосле”                             |
| 2018   | Игор Станојоски                 | „Диссомнии”                                      |
| 2019   | Венко Андоновски                | „Припитомување на кучката – раскази за лудилото” |
| 2020   | Томислав Османли                | „Парадоксикон”                                   |
| 2021   | Милован Стефановски             | „Теорија за кучешката година”                    |